# Riksväg 354
Riksväg 354 (norska: Riksvei 354) är en riksväg i Telemark fylke i södra Norge som går mellan Europaväg 18 vid Rugtvedt i Bamble kommun och Europaväg 18 vid Kjørholt i Porsgrunns kommun. Vägen är 7,0 kilometer lång och asfalterad. Den passerar bland annat genom städerna Stathelle och Brevik.

## Anslutningar
Riksväg 354 ansluter till:
- Europaväg 18 (vid Rugtvedt)
- Fylkesväg 363 (vid Rugtvedt)
- Fylkesväg 353 (vid Rugtvedtmyra)
- Fylkesväg 352 (vid Stathelle)
- Fylkesväg 354 (vid Heistad)
- Europaväg 18 (vid Kjørholt)

## Bilder

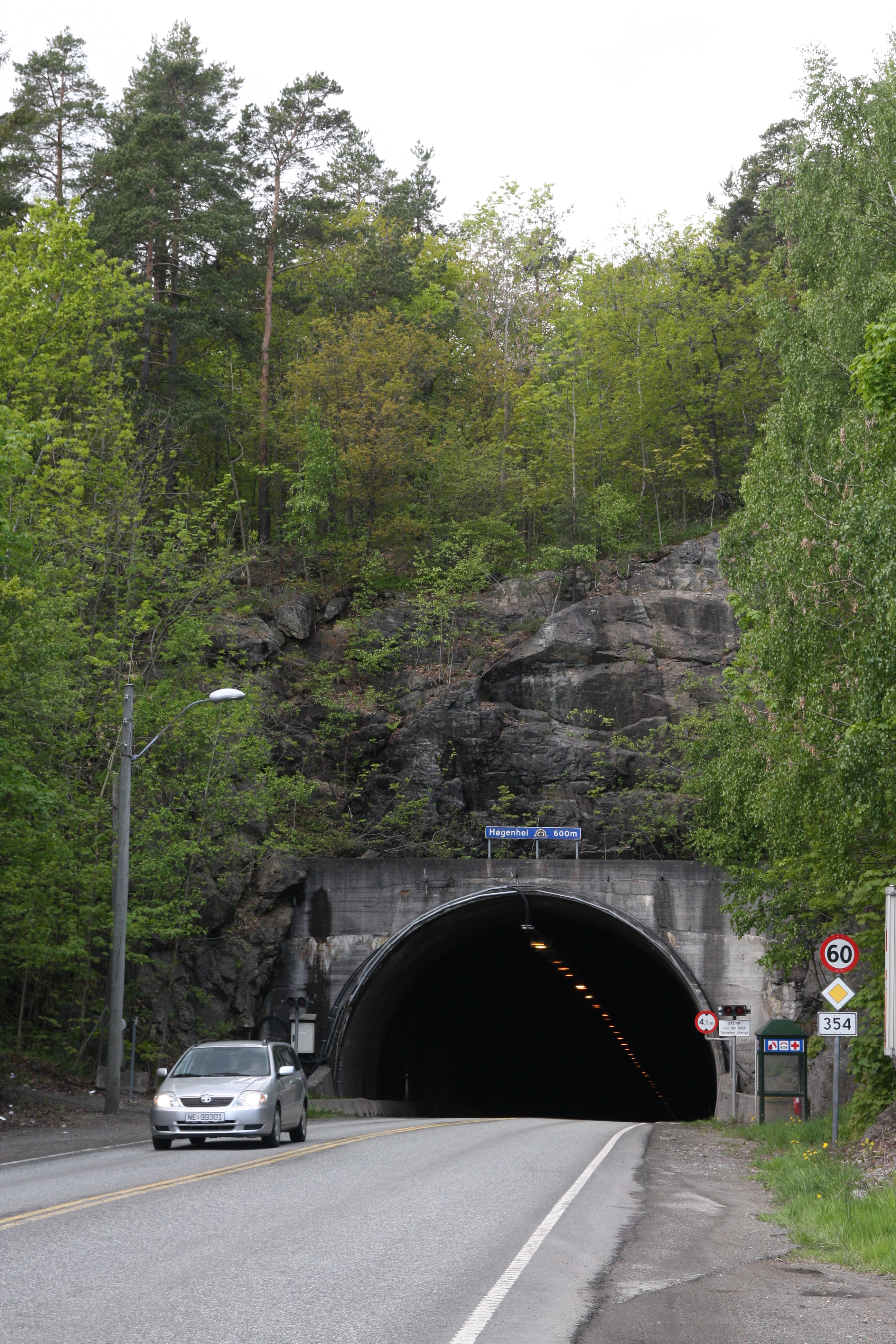
Riksväg 354 vid Høgenheitunneln.
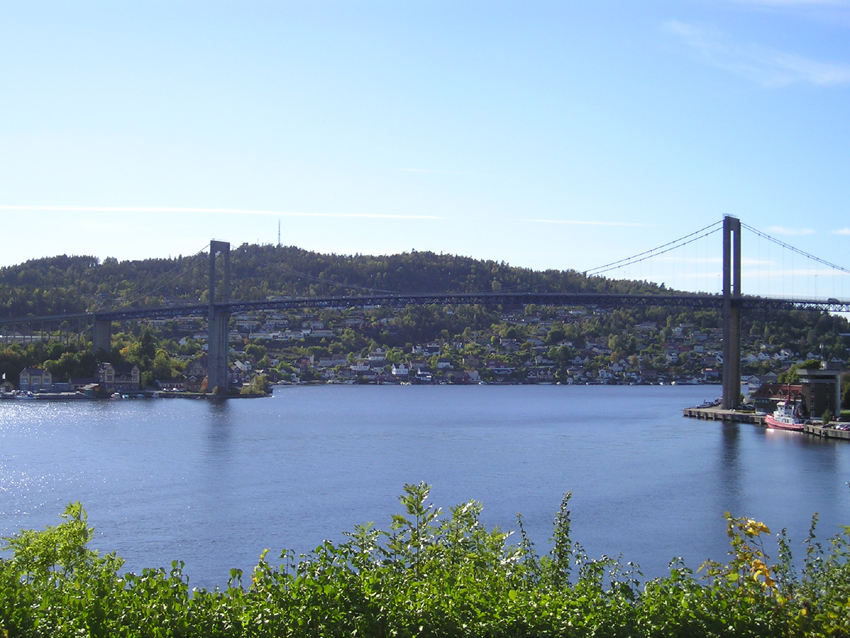
Riksväg 354 vid Breviksbron.
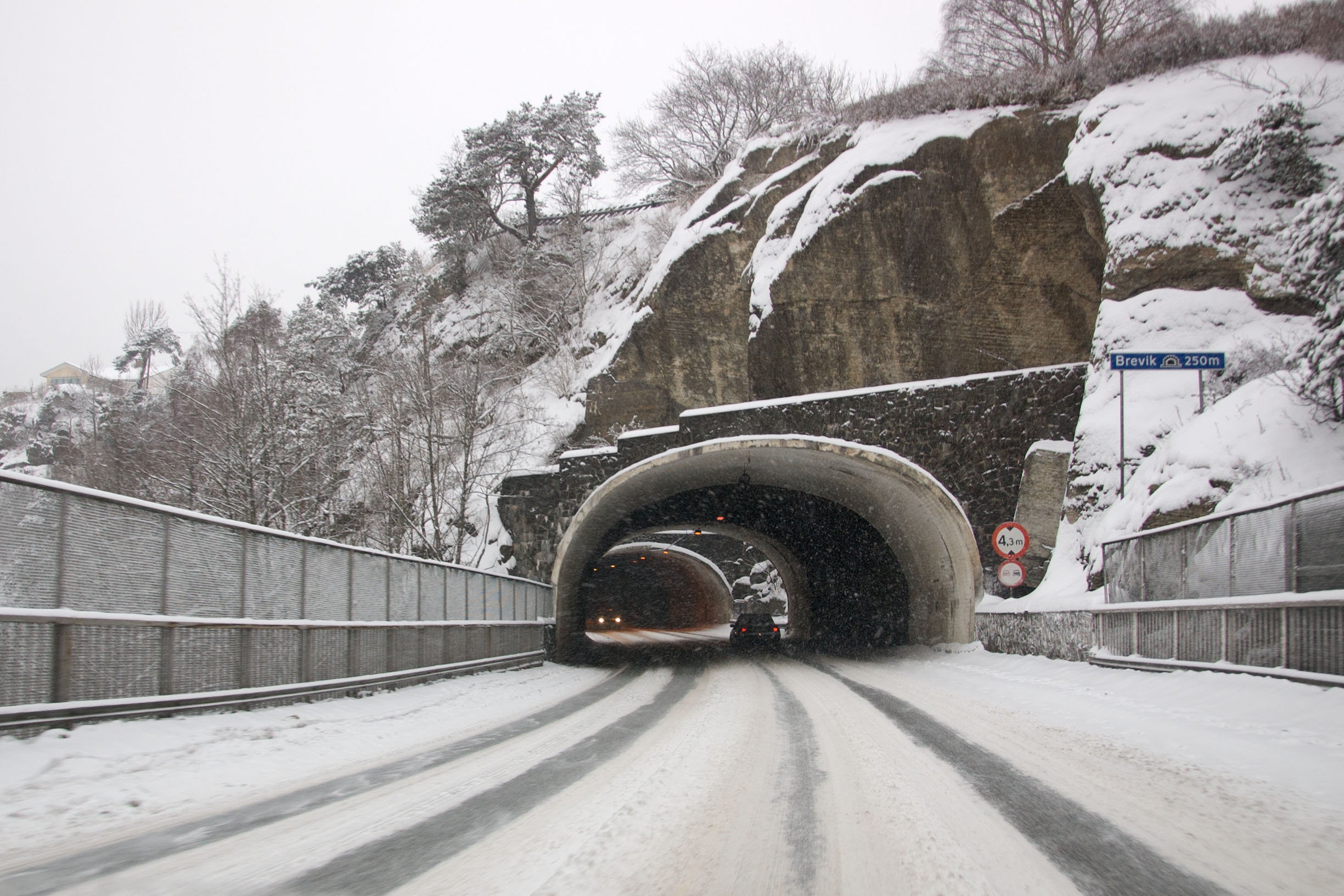
Riksväg 354 vid Brevikstunneln.